# 斯洛比德卡 (斯特雷區)
49°14′19″N 23°51′51″E / 49.23861°N 23.86417°E
斯洛比德卡（烏克蘭語：Слобідка），是烏克蘭的村庄，位於該國西部利沃夫州，由斯特雷區斯特雷市鎮負責管轄，始建於1492年，面積9.34平方公里，海拔高度298米，2008年人口715，人口密度每平方公里76.55人。